# Alena Vrzáňová
Alena Vrzáňová, nota anche come Aja Zanova (Praga, 16 maggio 1931 – New York, 30 luglio 2015), è stata una pattinatrice artistica su ghiaccio cecoslovacca, due volte campionessa mondiale nel singolo donne nel 1949 e nel 1950.
Dopo i campionati mondiali del 1950, chiese asilo politico e si trasferì negli Stati Uniti, dove passò al pattinaggio professionistico con il proprio pseudonimo. Nel 1993 ha assunto la cittadinanza ceca.

## Biografia
Alena Vrzáňová iniziò a praticare sport a tre anni, quando i suoi genitori le regalarono un paio di sci. La famiglia andava ogni anno a sciare nella zona dei Monti dei Giganti, nei Sudeti, ma con lo scoppio della Seconda guerra mondiale la tradizione familiare si interruppe. Iniziò poi a praticare pattinaggio di figura. Le condizioni di allenamento erano molto difficili: doveva pattinare al mattino presto in inverno, senza illuminazione a causa delle norme sull'oscuramento, nello stadio all'aperto di Štvanice prima degli allenamenti della squadra di hockey su ghiaccio, oppure nei campi da tennis del CLTK Tennis Club, il più antico circolo tennistico di Praga, che venivano riempiti d'acqua e lasciati ghiacciare. Oltre al pattinaggio, prendeva lezioni di pianoforte e di danza.
Nel 1946 prese parte ai campionati nazionali e vinse il titolo juniores nel singolo donne. Nell'autunno di quell'anno si recò a Richmond, nel Regno Unito, per allenarsi sotto la supervisione di Arnold Gerschwiler, una delle persone che ebbero maggior influenza nella sua carriera.
Nel 1947 vinse i campionati cecoslovacchi e si classificò settima ai Campionati mondiali di pattinaggio di figura. Dopo l'ascesa al potere del partito comunista in patria, fu oggetto di critiche per i suoi allenamenti nel Regno Unito. Rudé právo, il quotidiano del partito, pubblicò diversi articoli contro di lei. Nel suo soggiorno successivo a Richmond per gli allenamenti, era tenuta sotto osservazione dagli agenti della sicurezza dello Stato comunista.
Nel 1948 gareggiò alle Olimpiadi di St. Moritz, classificandosi al quinto posto dietro alla connazionale Jiřína Nekolová; l'oro andò alla canadese Barbara Ann Scott.
Nel 1949 arrivò seconda ai campionati europei di Milano, dietro all'austriaca Eva Pawlik. Ai Mondiali di Parigi, il pattino di Eva Pawlik si ruppe poco prima del programma libero, perciò per cui la campionessa europea in carica si dovette ritirare. Zanova colse quest'occasione per diventare campionessa del mondo, nonostante alcuni problemi dovuti allo smarrimento dei dischi con la sua musica e di filo di un pattino che si rovinò poco prima del suo esercizio. 
Nel 1950 vinse prima il titolo europeo a Oslo, poi si confermò campionessa del mondo. Dopo i mondiali, invece di rientrare in Cecoslovacchia continuò il suo tour europeo e ottenne asilo politico. In marzo la madre la raggiunse in circostanze travagliate che coinvolsero un dirottamento aereo, mentre il padre, violoncellista professionista, rimase in patria e non le raggiunse mai all'estero se non per brevi visite. Alena Vrzáňová sarebbe tornata a Praga solo nel 1990.
Nell'aprile del 1950 Vrzáňová si trasferì negli Stati Uniti e iniziò la carriera professionistica. Con il nome d'arte di Aja Zanova si esibì per tre anni con lo spettacolo itinerante Ice Follies, poi entrò a far parte della troupe di Ice Capades. Apparve anche in spot televisivi e altri spettacoli.
Nel 1969 sposò il ristoratore di origine ceca Pavel Steindler, con cui adottò due bambini. Insieme gestirono prima il ristorante Duck Joint a New York poi il Czech Pavilion, entrambi frequentati da celebrità come Martina Navrátilová, Mikhail Baryshnikov, Paul Newman, Elizabeth Taylor, Miloš Forman e altri. 
Dopo la morte del marito tornò a lavorare per Ice Capades, e si occupò della gestione della più grande pista di pattinaggio pubblica di New York, il Wollman Rink.

## Palmarès
| Internazionali            | Internazionali | Internazionali | Internazionali | Internazionali | Internazionali |
| Evento                    | 1946           | 1947           | 1948           | 1949           | 1950           |
| ------------------------- | -------------- | -------------- | -------------- | -------------- | -------------- |
| Giochi olimpici invernali |                |                | 5°             |                |                |
| Campionati mondiali       |                | 7°             | 5°             | 1°             | 1°             |
| Campionati europei        |                | 6°             | 3°             | 2°             | 1°             |
| Nazionali                 |                |                |                |                |                |
| Campionati cecoslovacchi  | 1° J.          | 1°             | 1°             | 1°             | 1°             |
| J. = Categoria Junior     |                |                |                |                |                |